# Rothau
Rothau je občina v departmaju Bas-Rhin francoske regije Alzacija.
Leta 1990 je v občini živelo 1 583 oseb oz. 408 oseb/km².